# Юнус из Чиркея
Юнус из Чиркея (араб. يونس ابن محمدالچیرکاوی‎), сподвижник, советник, телохранитель и неизменный парламентёр имама Шамиля. Активный участник Кавказской войны на стороне имамата. За неразлучность с Шамилем прозван «Тенью имама».

## Биография
До активных событий Кавказкой войны, Юнус сын Мухаммада жил в селении Чиркей, Салатавского вольного общества. Здесь у известного учёного того времени, Таймасхан-кади, некоторое время обучался будущий имам Дагестана и Чечни, Шамиль. Видимо здесь же и зародилась дружба Юнуса и Шамиля.
Точных сведений, когда Юнус примкнул к Шамилю в его противостоянии с Российской империей, нет. В хрониках летописца Кавказкой войны Мухаммада Тахира аль-Карахи, первое упоминание о нём датируется 1837 годом, в связи с событиями в селении Чирката. Здесь после битвы и перемирия в Телетле проживал с семьёй Шамиль. Чтобы блокировать приток мюридов к Шамилю, двадцать три местных жителя поклялись разрушить все мосты и дороги в селение. Узнав об этом Шамиль обнажил саблю, положил её на плечо, и в сопровождении одного лишь Юнуса направился к кади (судье), которому заявил, что собирается собственноручно расправиться со всеми заговорщиками если их, как противников шариата, не арестуют и не накажут. Тогда кади, который и сам поддерживал мнение противников Шамиля, вынужден был арестовать всех заговорщиков.
В 1838 году на территории Дагестана начинается строительство сразу несколько русских крепостей: в Хунзахе, Ахалчи, Моксохе, Цатанихе, Гоцатле, Зирани, Гергебиле, Балахани и в Гимрах. В ответ на это Шамиль принимает решение строить и свою крепость. Для этого была выбрана гора Ахульго, которую укрепили фортификационными сооружениями. Отныне Ахульго — первая столица имамата, упоминается в русских источниках не иначе как замок. Стремясь предотвратить укрепление власти Шамиля, русские войска двинулись походом в горный Дагестан. Здесь в 1839 году произошла битва при Аргвани, в которой участвовал Юнус. Горцы были разбиты и отошли к Ахульго.

### Осада Ахульго
После осады и нескольких штурмов Ахульго, генерал Граббе и Шамиль вступают в переговоры. В качестве залога дальнейших мирных намерений Шамиля, генерал требует в аманаты его старшего сына Джамалуддина. Шамиль, трезво оценивая свои силы, соглашается на это условие. Когда на совещании у Шамиля зашёл вопрос о том, что Джамалуддину нужен воспитатель, который сопровождал бы его и обучал исламу, никто из мюридов не выразил желание быть им. Тогда Юнус вызвался добровольцем и вместе с сыном Шамиля отправился в ставку Граббе.

Через некоторое время Юнус был приглашен к генералу Граббе, который, увидев горца в изорванной одежде с простым кинжалом и стоптанных чувяках, спросил его через переводчика:
— А что, лучшего не нашлось, чтобы прислать ко мне?
— Лучшие отправлены к лучшим, а меня отправили к тебе, — дерзко ответил Юнус.— Хаджи Мурад Доного. Победит тот, кто владеет Кавказом. Миниатюры Кавказской войны 1817—1864гг..
Генерал всячески воздействовал на Юнуса, пытаясь уговорить его убедить Шамиля сдаться и явиться к нему лично. Юнус отвечал, что даже если сам Шамиль согласится на сдачу, то в окружении имама есть люди, которые удержат его от этого, но Граббе продолжал настаивать на своём. Юнус вернулся на Ахульго с предложением Граббе. Имам видя что генерал Граббе вовсе не собирается идти на перемирие, передаёт Юнусу довольно дерзкий ответ: «пусть русские приходят сами, для них у нас есть только сабля». Но остальные мюриды не согласились с ним, указывая, что они не в том положении для подобного ответа. Тогда Юнус предложил свой вариант, который и был утверждён. Вернувшись в лагерь он застал активное приготовление к штурму.
Юнуса сразу же требуют к Граббе. Подметив нарушение договорённостей, Юнус забывает о своём дипломатичном ответе.

 Граббе спросил: — Ну, что сказал Шамиль?
Юнус ответил: — Он утверждает: ты взял его сына в заложники ради заключения мира, обещая при этом вернуться назад и не наносить никому и ничем ущерба, но ты нарушил это обещание. После всего этого мы вам больше не верим. Вы — люди вероломные, лживые и коварные.
Граббе пришел в возбужденное состояние, рассердился и сказал: — Шамиль и его слова меня не интересуют. Нам приказано пленить его. Для этого мы и посылаем солдат наводить там мост.
— Мухаммад-Тахир аль-Карахи. Блеск дагестанских сабель в некоторых шамилёвских битвах..
Через несколько дней от Юнуса потребуют, чтобы тот привёл свою жену и детей из Ахульго. Оставив Джамаллудина на попечение своему односельчанину, который был тут же в русском лагере, Юнус отправляется на Ахульго с намерением больше не возвращаться. Шамиль принимает его.
События последних дней Ахульго описаны генералом Граббе в своём дневнике так:

19-го. Весь день в переговорах. Четыре старика прибыли депутатами и пали на колени прося Шамилю пощады. Два письма от него, в которых по-азиатски просит остаться на месяц в Ахульго, чтобы поселиться потом в Гимрах, уверяя в верности и покорности. Я требую выхода в три дня и содержание в Грозной. Мы не в детские игры с ним забавлялись, что бы кончить почти ничем. Приготовление к штурму…
20-го. Ничего не помню.

21-го. Приступ. Утвердились в замке. — Записная книжка графа П. Х. Граббе..
Ахульго был взят, а Юнусу, Шамилю и нескольким мюридам удалось бежать и перебраться на территорию Чечни.

### 20 лет между двумя осадами
В Чечне Юнус поселяется в Гуш-Керте, где остановился Шамиль с семьёй..
После укрепления власти Шамиля, на части территории Чечни и Дагестана, образовывается государство имамат. Единовластным правителем в нём являлся Шамиль, обладавший военной, судебной, административной и духовной властью. Столицу своего государства имам называет Дарги (русс. Дарго), которую после разорения князем Воронцовым в 1845 году, переносят в Ведено. Здесь Шамиль запретил своим последователеям называть новую столицу никак иначе, как Дарго, объяснив это тем, что если русские взяли одно Дарго, то у него есть много других.
Последующие двадцать лет Юнус не расстаётся с Шамилем и занимает в столице имамата различные должности: казначея, коменданта, советника в Диване Шамиля.
Пленики Шамиля, отмечали справедливое отношение к ним Юнуса. Так Иван Загорский, в своих воспоминаниях «Восемь месяцев в плену у горцев», опишет случай, когда Юнус запретил конвоиру, отбирать коня у пленённого русского офицера, а когда конвоир ослушался, мюриды зарубили его на месте. Другой пленный — Иван Румянцев, в своих беллетризованных воспоминаниях пишет что Юнус спас ему жизнь и поселил у себя, как сына.

Что за добрая душа у этого человека, — думал я. — Это просто гуманный европейский философ, а не горец, соплеменник полудикого народа.— В плену у Шамиля. Записки русского .
В 1855 году Юнус участвует в обмене княгинь Чавчавадзе и Орбелани на сына Шамиля Джамалуддина, взятого в аманаты при Ахульго. Именно Юнус проводит опознание аманата и подтверждает, что тот действительно является сыном Шамиля. Спустя шестнадцать лет, после того, как Юнус оставил Джамалуддина в лагере Граббе, сын Шамиля возвращается к отцу.

### Осада Гуниба
В 1859 году покинутый почти всеми, Шамиль укрепляется на горе Гуниб. Начинаются переговоры. Наместник и командующий Кавказской армией князь Барятинский ввиду личного желания императора Александра II на примирение с Шамилем, предлагает тому свободную дорогу в Мекку. Наученный горьким опытом подобных переговоров Шамиль не верит в мирный исход дела. Он посылает Юнуса и наиба Инквачилав Дибира лично удостоверится в правдивости слов наместника, и передать тому свои условия:
1. предоставить месяц на подготовку к дороге в Мекку,
2. пропуск человека Шамиля к султану для того, чтобы тот дал разрешение на переселение в Османскую империю,
3. полная амнистия всех оставшихся в Дагестане мюридов.[24]

На встрече парламентёров с Барятинским, Инквачилав озвучил требования имама. Князь гарантировал Шамилю с семейством пропуск к границам Османской империи, но при условии, что имам лично явится в его ставку для переговоров. Юнус с товарищем возвращаются на Гуниб и там неожиданно для Инквачилава, Юнус на вопрос имама «Что случилось?» отвечает:

— Случилось то же, что и под Ахульго! Такой же обман!— Ответ Юнуса из воспоминаний Инквачилав Дибира .
Хотя у Инкачилав Дибира сложилось другое мнение о Барятинском, он промолчал и не стал перечить старому товарищу имама. Таким образом переговоры сорвались. Гуниб был взят и Шамилю всё таки пришлось предстать перед Барятинским, но условий своих он диктовать уже не мог. В этот последний путь в роли имама Дагестана, Шамиля сопровождал только один мюрид — Юнус из Чиркея.
После пленения Шамиля, получив билет на право жительства, Юнус вернулся в Чиркей, где и жил до конца жизни. Сегодня аул старый Чиркей, с кладбищем где похоронен Юнус, находятся под толщеею водохранилища Чиркейской ГЭС.

## Личная жизнь
Дважды женат. Одной из его из жён была горская еврейка по имени Зайнаб, принявшая ислам. При осадах Ахульго и Гуниба жена Юнуса переодевшись в мужскую одежду, с папахой на голове и обнажённой шашкой, ходила по улицам аула и подбадривала защитников. Имел девять детей.

## Юнус на картине Теодора Горшельта
Свидетелем пленения Шамиля на Гунибе был немецкий художник Теодор Горшельт, который и увековечит это событие на картине Пленный Шамиль перед главнокомандующим князем Барятинским 25 августа 1859 года. Согласно преданию, когда Шамиль шёл к Барятинскому, он увидел кровь на руке Юнуса. Шамиль попросил смыть её, но так как рядом не оказалось воды, Юнус воспользовался пучком травы. Таким и запечатлел его на своей картине Горшельт.
В своих воспоминаниях Горшельт описал внешность Юнуса так:

"…Вскоре разомкнулся круг солдат и пропустил посланца, который во весь опор пронесся к князю. На нем не было оружия, и широкие рукава его черкески были отвернуты выше локтей, чтобы показать, что под ними не спрятано ни кинжала, ни пистолета. Никогда не видел я более лукавого лица, нос низко перевешивался через крепко сжатые тонкие губы, глаза лежали в совершенных пещерах, щеки были бледны и впалые, борода чёрная, вокруг меховой шапки он повязал белую чалму мюридов, зовут его Юнус.— Теодор Горшельт. 
Писатель Захарьин (Якунин) делится впечатлением от картины:

 В бытность мою в Тифлисе, в октябре 1899 года, я видел в тамошнем военном музее «Храм Славы» интересную картину первого представления пленного Шамиля князю Барятинскому. Чувство невольной жалости к пленному герою вызывает в зрителе эта картина… Интересна в ней, между прочим, следующая подробность: почти рядом с вооруженным Шамилем, стоящим потупив голову, виден с мрачным лицом Голиаф-горец, телохранитель имама, босой, одетый в рваную черкеску и обезоруженный; но отчаянная решимость видна на лице этого удальца: кажется, что, шевельни только его повелитель пальцем, или скажи хотя одно слово, — и вся эта блестящая толпа победителей и их свита будут моментально снесены с лица земли… И Бог весть, конечно, что бы произошло, если бы Шамилю показалось в это время, что ему наносится оскорбление…— Встреча с сыном Шамиля и его рассказы об отце. 

## Память
Именем Юнуса названы улица и мечеть в селении Чиркей.

### Публицистика
- Ю.У. Дадаев. Государственный совет (диван-ханэ) в системе органов управления и власти государства Шамиля // Вестник Дагестанского научного центра РАН : научный журнал. — 2011. — № 01. — С. 23—35.
- Тахнаева П. И. Письмо шейха Саййида Джамалуддина ал-Хусайни ал-Газикумуки ад-Дагистани имаму Шамилю: неизвестная страница переговоров о мире на Гунибе в августе 1859 года ... // Minbar. Islamic Studies : научный журнал. — 2018. — № 11. — С. 469—500. — 469 с.
- Коллегия авторов. Записки Института востоковедения Академии наук СССР. // Издательство Академии наук СССР. : журнал. — 1933. — № 2.
- Руновский А. И. Выдержки из записок Абдуррахмана сына Джемалэддинова, о пребывании Шамиля в Ведене и о прочем. // Кавказ : газета. — Тифлис, 1862. — 13 сентября (№ 72)..
- Милютин Д. А. Гуниб. Пленение Шамиля. // Родина : журнал. — 2000. — № 1. — ISSN 0235-7089.